# Carrigtwohill
Carrigtwohill (engelska: Carrigtohill, iriska: Carraig Thuathail) är en ort i republiken Irland. Den ligger i grevskapet County Cork och provinsen Munster, i den södra delen av landet. Carrigtwohill ligger 8 meter över havet och antalet invånare är 4 551.
Terrängen runt Carrigtwohill är huvudsakligen lite kuperad. Carrigtwohill ligger norr om en havsvik. Trakten runt Carrigtwohill består i huvudsak av gräsmarker.